# 東北地方整備局
東北地方整備局（とうほくちほうせいびきょく）は、国土交通省の地方支分部局である地方整備局の一つ。東北地方の土木建築行政全般を管轄する。

## 所在地および管轄区域
- 本局所在地：宮城県仙台市青葉区本町三丁目3-1 仙台合同庁舎B棟（7F～14F）
- 管轄地域：青森県、岩手県、宮城県、秋田県、山形県、福島県
  - 河川行政に関しては、一級水系単位で管轄区分がなされるため、上記各県内の河川のうち久慈川水系・那珂川水系については関東地方整備局が、阿賀野川水系・荒川水系については北陸地方整備局が管轄する。

## 組織
- 職員数：約2760人 - 事務系約1080人、技術系約1680人（2020年4月1日時点）
- 予算：6310億8400万円（一般会計、2020年度）、3893億2500万円（東日本大震災復興特別会計、2020年度）
- 下部機関数：152 - 事務所及び管理所41、出張所等101（2020年4月1日時点）

## 沿革
- 1878年（明治11年） - 宮城県牡鹿郡蛇田村（現在の石巻市）に「内務省野蒜港出張所」を設置。
- 1880年（明治13年） - 岩手県西磐井郡一関村（現在の一関市）に「内務省北上川出張所」を設置。
- 1886年（明治19年） - 岩手県西磐井郡一関村に「内務省第二区土木監督署」を設置。
- 1889年（明治22年） - 「内務省第二区土木監督署」庁舎を宮城県仙台市に移転。
- 1911年（明治44年） - 「内務省仙台土木出張所」に改組。
- 1943年（昭和18年） - 「内務省東北土木出張所」に改称。港湾事業は「運輸通信省第一港湾建設部」（新潟県新潟市）および「同省第二港湾建設部」（神奈川県横浜市に移管）。
- 1945年（昭和20年） - 運輸通信省が運輸省と逓信院に分割されたことに伴い、「運輸通信省第一港湾建設部」「運輸通信省第二港湾建設部」は「運輸省第一港湾建設部」「運輸省第二港湾建設部」に改称。
- 1948年（昭和23年）1月1日 - 内務省解体に伴い「内務省東北土木出張所」は建設院の出先機関である「建設院東北地方建設局」に改組。同年7月10日、建設省の設置に伴い、「総理庁建設院東北地方建設局」は「建設省東北地方建設局」に改称。
- 1952年（昭和27年） - 「運輸省第一港湾建設部」「運輸省第二港湾建設部」が「運輸省第一港湾建設局」「運輸省第二港湾建設局」に改称。
- 2001年（平成13年）1月6日 - 省庁再編により国土交通省発足。建設省東北地方建設局、運輸省第一港湾建設局の一部、運輸省第二港湾建設局の一部を統合し「国土交通省東北地方整備局」を設置。
- 2021年（令和3年）4月1日 - 南三陸沿岸国道事務所開設[2]。

## 出先機関
| 名称                           | 区分                          | 管轄区域・施設 | 所在地                 |
| ------------------------------ | ----------------------------- | --- | ---------------------- |
| 青森河川国道事務所             | 河川 道路                     | 馬淵川 岩木川 国道4号 国道7号 国道45号 国道101号 国道104号 国道103号奥入瀬（青橅山）バイパス 国道279号小赤川橋    | 青森県青森市           |
| 高瀬川河川事務所               | 河川                          | 高瀬川 小川原湖                                                                                                   | 青森県八戸市           |
| 津軽ダム工事事務所             | ダム建設                      | 津軽ダム（岩木川）                                                                                                | 青森県中津軽郡西目屋村 |
| 浅瀬石川ダム管理所             | ダム管理                      | 浅瀬石川ダム （平川支流浅瀬石川）                                                                                 | 青森県黒石市           |
| 青森港湾事務所                 | 港湾整備                      | 青森港 | 青森県青森市           |
| 八戸港湾・空港整備事務所       | 港湾整備 空港整備             | 八戸港 三沢空港                                                                                                   | 青森県八戸市           |
| 岩手河川国道事務所             | 河川 道路                     | 北上川 国道4号 国道46号                                                                                           | 岩手県盛岡市           |
| 胆沢ダム工事事務所             | ダム建設                      | 胆沢ダム（胆沢川）                                                                                                | 岩手県奥州市           |
| 三陸国道事務所                 | 道路                          | 国道45号 国道106号田鎖蟇目道路・箱石達曽部道路                                                                    | 岩手県宮古市           |
| 南三陸沿岸国道事務所           | 道路                          | 東北横断自動車道釜石秋田線 国道45号 国道283号                                                                     | 岩手県釜石市           |
| 北上川ダム統合管理事務所       | ダム管理                      | 北上川水系ダム群 四十四田ダム 御所ダム 田瀬ダム 湯田ダム 石淵ダム                                                 | 岩手県盛岡市           |
| 釜石港湾事務所                 | 港湾整備                      | 釜石港 久慈港 宮古港 大船渡港                                                                                     | 岩手県釜石市           |
| 盛岡営繕事務所                 | 官庁営繕                      | 青森県 秋田県 岩手県                                                                                              | 岩手県盛岡市           |
| 仙台河川国道事務所             | 河川 道路                     | 阿武隈川 名取川 国道4号 国道6号 国道45号 国道47号 国道48号 国道108号 国道398号石巻バイパス（沢田工区）            | 宮城県仙台市太白区     |
| 宮城南部復興事務所             | 河川 砂防 道路                | 内川 新川 五福谷川 国道349号丸森地区                                                                              | 宮城県伊具郡丸森町     |
| 北上川下流河川事務所           | 河川                          | 北上川 旧北上川 江合川 鳴瀬川 吉田川                                                                              | 宮城県石巻市           |
| 鳴瀬川総合開発調査事務所       | ダム調査                      | 鳴瀬川総合開発 田川第一ダム 田川第二ダム                                                                          | 宮城県大崎市           |
| 東北幹線道路調査事務所         | 道路調査                      | 三陸縦貫自動車道 仙台都市圏自動車専用道路                                                                         | 宮城県仙台市太白区     |
| 鳴子ダム管理所                 | ダム管理                      | 鳴子ダム（江合川）                                                                                                | 宮城県大崎市鳴子温泉   |
| 釜房ダム管理所                 | ダム管理                      | 釜房ダム（碁石川）                                                                                                | 宮城県柴田郡川崎町     |
| 七ヶ宿ダム管理所               | ダム管理                      | 七ヶ宿ダム（阿武隈川）                                                                                            | 宮城県刈田郡七ヶ宿町   |
| 東北技術事務所                 | 建設技術 調査・試験・開発     | | 宮城県多賀城市         |
| 国営みちのく森の湖畔公園事務所 | 公園管理                      | みちのく公園 | 宮城県柴田郡川崎町     |
| 塩釜港湾・空港整備事務所       | 港湾整備 空港整備             | 仙台塩釜港 石巻港 仙台空港                                                                                        | 宮城県多賀城市         |
| 仙台港湾空港技術調査事務所     | 港湾空港技術 調査・試験・開発 | | 宮城県仙台市宮城野区   |
| 秋田河川国道事務所             | 河川 道路                     | 雄物川 子吉川 日本海沿岸東北自動車道 国道7号 国道13号 国道46号                                                    | 秋田県秋田市           |
| 湯沢河川国道事務所             | 河川 道路 砂防 ダム建設       | 雄物川 玉川 国道13号 成瀬ダム                                                                                     | 秋田県湯沢市           |
| 能代河川国道事務所             | 河川 道路                     | 米代川 森吉山ダム（阿仁川） 日本海沿岸東北自動車道 国道7号 国道105号大覚野峠防災                                  | 秋田県能代市           |
| 鳥海ダム調査事務所             | ダム調査                      | 鳥海ダム（子吉川）                                                                                                | 秋田県由利本荘市       |
| 玉川ダム管理所                 | ダム管理 水質中和             | 玉川ダム（玉川）                                                                                                  | 秋田県仙北市           |
| 秋田港湾事務所                 | 港湾整備                      | 秋田港 能代港 船川港                                                                                              | 秋田県秋田市           |
| 山形河川国道事務所             | 河川 道路                     | 最上川 須川 東北中央自動車道 国道7号 国道13号 国道47号 国道48号 国道112号 国道113号 国道121号大峠道路（災害復旧） | 山形県山形市           |
| 酒田河川国道事務所             | 河川 道路                     | 最上川 最上川さみだれ大堰 赤川 日本海沿岸東北自動車道 国道7号 国道47号 国道112号                                  | 山形県酒田市           |
| 新庄河川事務所                 | 河川 砂防                     | 最上川 赤川 鮭川 銅山川                                                                                           | 山形県新庄市           |
| 月山ダム管理所                 | ダム管理                      | 月山ダム（赤川）                                                                                                  | 山形県鶴岡市           |
| 最上川ダム統合管理事務所       | ダム管理                      | 最上川水系ダム群 寒河江ダム（寒河江川） 白川ダム（置賜白川） 長井ダム（置賜野川）                                 | 山形県西村山郡西川町   |
| 酒田港湾事務所                 | 港湾整備                      | 酒田港 加茂港 鼠ヶ関港                                                                                            | 山形県酒田市           |
| 福島河川国道事務所             | 河川 道路 砂防                | 阿武隈川 松川 須川 荒川 東北中央自動車道 国道4号 国道6号 国道13号 国道399号伊達橋（災害復旧）                     | 福島県福島市黒岩       |
| 摺上川ダム管理所               | ダム管理                      | 摺上川ダム（摺上川）                                                                                              | 福島県福島市飯坂町茂庭 |
| 郡山国道事務所                 | 道路                          | 国道4号 国道49号 国道121号湯野上バイパス 福島県道145号吉間田滝根線広瀬改良                                        | 福島県郡山市           |
| 磐城国道事務所                 | 道路                          | 国道6号 国道49号 国道115号                                                                                        | 福島県いわき市         |
| 三春ダム管理所                 | ダム管理                      | 三春ダム （阿武隈川支流大滝根川）                                                                                 | 福島県田村郡三春町     |
| 小名浜港湾事務所               | 港湾整備                      | 小名浜港 相馬港                                                                                                   | 福島県いわき市小名浜   |